# Adobes
Adobes – gmina w Hiszpanii, w prowincji Guadalajara, w Kastylii-La Mancha, o powierzchni 32,66 km². W 2011 roku gmina liczyła 53 mieszkańców.